# Mezquita de Fatih
La mezquita de Fatih (en turco: Fatih Camii, lit. 'mezquita del Conquistador') es una mezquita imperial otomana ubicada en el distrito de Fatih, en Estambul, Turquía. Fue el máximo ejemplo de arquitectura turco-islámica en Estambul y representó un escalón importante en el desarrollo de la arquitectura turca clásica.

## Historia
La mezquita de Fatih fue construida por orden del sultán Mehmet II Fatih (Muhhammad II el Conquistador), entre 1463 y 1470, en el lugar donde se encontraba la Iglesia bizantina de los Santos Apóstoles, cuyas ruinas sirvieron como cantera para aportar materiales para la construcción de la nueva mezquita. El arquitecto fue Atik Sinan, acerca del cual se conoce poco.
El complejo original incluyó una serie de bien planeados edificios construidos alrededor de la mezquita. Incluía ocho edificios llamados madraza, biblioteca, hospital, hospicio, caravanserai (hospedaje de peregrinos), mercado, hamam (baños turcos), escuela primaria y cocina pública (imaret), que servía comida para los pobres. Varios turbe (mausoleos) fueron agregados en tiempos posteriores. El complejo original cubría una superficie casi cuadrada de 325 m de lado, extendiéndose en el Cuerno de Oro a lo largo de la calle Fevzipasa.
La mezquita original fue muy dañada en el terremoto de 1509, fue reparada. Se dañó repetidamente en los terremotos de 1557 y 1754 pero se reparó nuevamente. El 22 de mayo de 1766 fue completamente destruida, cuando el domo colapsó y sus paredes se dañaron irremediablemente. La mezquita actual (diseñada sobre un plano completamente diferente) fue terminada en 1771 bajo el sultán Mustafa II por el arquitecto Mimar Mehmet Tahir.

## Arquitectura

### Exterior
Ha habido considerable especulación acerca el diseño original de la mezquita de Fatih, los relatos contemporáneos la comparan con Hagia Sophia. El patio, portal principal y las partes bajas de los minaretes perduran de la construcción original, con el resto consistente en la reconstrucción barroca de 1771.

### Interior
El actual interior de la mezquita de Fatih es en esencia una copia de diseños anteriores de Sinan reutilizados repetidamente por él y sus sucesores por toda Estambul. Los 26 m de diámetro del domo central están soportados por cuatro semi-domos en cada eje soportados por cuatro grandes columnas de mármol. Hay dos minaretes, cada uno con galerías dobles. La caligrafía dentro de la mezquita y el mimbar (púlpito) exhibe influencia barroca, pero los azulejos blancos son pobres en comparación con los esplendorosos azulejos Iznik de mezquitas como la de Tustem Pasha. El mihrab (nicho que indica la dirección de La Meca) puede datar de la construcción original.

### Complejo
Como otras mezquitas imperiales de Estambul, la mezquita de Fatih fue diseñada como Kulliye, o complejo con estructuras adyacentes para servirá tanto a necesidades religiosas como culturales.
Al norte y al sur de la mezquita hay ocho grandes madraza, cuatro a cada lado. Estos edificios son simétricos y cada uno contiene 18 celdas para estudiantes (cuatro jóvenes por vivienda) y un dershane. Atrás de cada uno había un anexo, cerca de la mitad de grande de la propia madraza, todo lo cual ha sido destruido como resultado de la construcción de la calle. Las madrazas servían a cerca de mil estudiantes, haciéndola una gran universidad en su tiempo. El Hospicio (taphane) está afuera del ángulo sudeste de la mezquita. El edificio tiene un hermoso patio sostenido por 16 columnas de verde antiguo y granito, que probablemente pertenecieron a la iglesia de los Santos Apóstoles. Opuesto al hospicio está el gran mausoleo de la madre del sultán Mahmud II, la sultana Naksh-i Dil.
En el cementerio del lado de la mezquita que apunta a la Kaaba, están los mausoleos del sultán Mehmet II y su esposa Gulbahar Hatun. Ambos fueron reconstruidos luego de un terremoto. El mausoleo del Conquistador es muy barroco con una suntuosa decoración en su interior. El mausoleo de Gulbahar es simple, con líneas clásicas y puede que se asemeje al original. Además, el cementerio tiene un gran número de tumbas pertenecientes a principales oficiales del estado incluyendo a Osman Nuri Pasha.
En el lado de la Kaaba de la mezquita, conectada a ella, hay una biblioteca con domo que fue construida en 1724. Una de sus puertas se abre hacia la calle, mientras que otras dos se abren en el patio interior de la mezquita. La biblioteca está en reparaciones actualmente y los libros están bajo protección en la Biblioteca de Suleymaniye.
El caravanserai del complejo fue reparado en la década de 1980 y combinado con nuevos negocios para que funcione como lugar de trabajo. El Hospital, mercado, cocinas y baños pertenecientes al complejo original ya no existen.